# Пауль Йоганн Ансельм фон Феєрбах
Пауль Йоганн Анзельм фон Феєрбах (нім. Paul Johann Anselm Ritter von Feuerbach, 14 листопада 1775, м. Гайнігхен поблизу м. Єни, Тюрингія — 29 травня 1833, м. Франкфурт-на-Майні) — знаний німецький правознавець-криміналіст, реформатор кримінального законодавства, спеціаліст з порівняльного кримінального права, доктор філософії (1795) та доктор права (1799). Вважається родоначальником німецької науки (догматики) кримінального права, одним із засновників класичної школи (напряму) в науці кримінального права. Батько філософа Людвіга Феєрбаха.

## Біографія
Був старшим сином Христини Краузе і Йоганна Ансельма Феєрбаха (в майбутньому відомого адвоката), які не перебували в шлюбі.
Закінчив Єнський університет 1779 року, де вивчав філософію та юриспруденцію. З літнього семестру 1799 року викладав у цьому університеті: читав лекції з природного права та енциклопедії права, кримінального права і процесу, цивільного і римського права (пандектів). З 1802 року — професор кримінального права в Кільському університеті, а з 1804 року — в університеті м. Ландсгута (Баварія). Тут він читав вчення про тлумачення законів, історію римського права, інституції, пандекти, кримінальне право і кримінальний процес. Проте у вересні 1805 року йому довелося залишити Ландсгут через конфлікт із професором-юристом Геннером. Того ж року австрійські війська вторглися в Баварію і міністерство юстиції (де працював після залишення викладання в університеті Феєрбах) евакуювалося в Мюнхен. У Мюнхенському міністерстві юстиції Феєрбах пропрацював з 1805 р. до 1814 р., був міністром юстиції, займався кодифікаційними роботами.
Значною заслугою Феєрбаха стало прийняття 1806 року закону про скасування в Баварії катування як способу отримання доказів у кримінальному процесі.
1806 року Феєрбах був запрошений до роботи в очолюваній М. М. Сперанським Комісії укладення законів у Росії. Відгукнувшись, учений надіслав до Комісії свій проєкт КК для Баварії. Його досвід з розробки Баварського кримінального уложення було використано під час підготовки в Росії «Зводу законів кримінальних» 1833 р., Уложення про покарання кримінальні та виправні 1845 р.
У червні 1814 р. Феєрбах отримав призначення на посаду другого президента апеляційного суду в Бамберзі. Це ознаменувало новий період у його житті — він, як суддя, відправляв судочинство і міг на практиці застосовувати підготовлений ним кримінальний кодекс. У Бамберзі він працював до 1816 р.
Однак конфлікти на роботі підштовхнули Феєрбаха в березні 1817 року перевестися на посаду президента апеляційного суду в м. Ансбах.
1821 року Феєрбах з метою ближчого практичного ознайомлення з французьким кримінальним законодавством їздив до Франції.
В Ансбаху він прожив майже до кінця своїх днів. Лише за місяць до своєї смерті він переїхав у Франкфурт-на-Майні, місто свого дитинства, де й помер 29 травня 1833 року, на 58-му році життя.

## Феєрбах і Кримінальне уложення (Кримінальний кодекс) королівства Баварії 1813 р
На початку XIX ст. в Баварії проводяться роботи з підготовки проєкту нового кримінального уложення. 1802 р. був оприлюднений проєкт цього закону, розроблений відомим криміналістом Клейншродом. А. Феєрбах відгукується на публікацію проєкту своїм тритомником «Критика Клейншродівського проєкту Кримінального уложення для Королівства Баварії», де вказує на численні недоліки редакції Уложення авторства Г. Клейншрода. У зв'язку з цим уряд Баварії спочатку запрошує Феєрбаха до роботи в кодифікаційній комісії, а 1805 р. його призначають міністром юстиції, доручивши подальшу роботу над проєктом КК.
Феєрбахівський проєкт Кримінального уложення був готовий до грудня 1807 р. , однак через політичну нестабільність (це саме був час наполеонівських воєн) його розгляд відклали. 16 травня 1813 року Кримінальний кодекс Баварії (нім. Strafgesetzbuch für das Königreich Bayern von 1813, скорочено BayStGB von 1813) був опублікований за підписом короля Максиміліана Йосифа, а 1 жовтня 1813 р. — набрав законної чинності.
Кодекс включав матеріальне і процесуальне кримінальне право. Значною мірою він спирався на французьке кримінальне законодавство (КК Франції 1791 та 1810 років), зокрема відтворюючи триступеневу французьку модель поділу кримінальних правопорушень на злочини (Verbrechen), проступки (Vergehen) і поліцейські порушення (Polizeiubertretungen) (ст. 2 Кодексу). Його вирізняли повнота і ясність викладу Загальної та Особливої частин. Основним недоліком Кодексу стала його надмірна теоретизованість: положення про вину й співучасть виявилися занадто заплутаними й доктринальними. В Особливій частині намагання звузити суддівський розсуд призвело до казуїстичності викладу.
Кодекс містив 459 статей, згрупованих у три книги, що поділялися на розділи. Одним з перших в історії європейського кримінального законодавства КК Баварії 1813 р. мав у своїй структурі Загальну частину (Книга Перша «Загальні положення про закон щодо злочинів і поступків» складалася з п'яти розділів).
Злочинами, згідно з цим кодексом, вважалися «всі умисні порушення закону, які через свої властивості і міру зловмисності перебувають під загрозою покарання».
Покараннями, які застосовувалися до осіб, що вчинили кримінально карані діяння, згідно зі ст. 4 цього кодексу були:
- I) смертна кара (Todesstrafe);
- II) примусові роботи / каторга (Kettenstrafe);
- III) тюрма (Zuchthausstrafe);
- IV) виправно-трудовий дім (Strafarbeitshaus);
- V) ув'язнення у фортеці (Festungsstrafe);
- VI) ганебні покарання і поразка в правах (позбавлення чину) (Ehrenstrafen und Degradation);
- VII) тілесні покарання [шмагання/биття різками] (Coerpoerliche Zuchtigung);
- VIII) арешт (Festungarrest);
- IX) майновий штраф (Vermoegensstrafen).

В Особливій частині кодекс вражав своєю страшною жорстокістю (вислів М. С. Таганцева), через що невдовзі після прийняття кодекс зазнав багатьох змін, спрямованих на пом'якшення його суворості. А вже з 1822 року уряд приступив до розробки нового проєкту КК (до підготовки якого був залучений також і Феєрбах). Проте новий КК Баварії був прийнятий після смерті Феєрбаха у 1861 р.
Характерно, що баварський КК був споряджений офіційним коментарем із забороною публікації будь-яких інших коментарів «з метою забезпечення єдності тлумачення та застосування кримінального закону» (Ф. М. Рєшотніков).
Баварський КК 1813 р., як і інші праці Феєрбаха, мав величезний вплив на розвиток кримінального законодавства в Німеччині та інших державах. Зокрема, в Ольденбурзі він був сприйнятий фактично дослівно.

## Російські переклади праць Феєрбаха
Уже з початку XIX ст. з часу видання Підручника чинного в Німеччині кримінального права (1801) Феєрбах здобуває визнання й світову відомість. Багато його праць перекладені ще за життя автора. У Росії Феєрбах став відомий широкому загалу завдяки перекладу його Підручника чинного в Німеччині кримінального права, опрацьованого П. Д. Лодієм (ч. 1. — Спб., 1810), Цебриковим та П. Полонським у трьох частинах (Спб., 1810—1827). Переклад Підручника широко використовувався в системі університетської юридичної освіти в Російській імперії. Курс А. Феєрбаха зіграв вирішальну роль щодо російської науки. Саме цією працею було дано поштовх до розвитку науково-догматичної обробки рос. кримінального права. Російською мовою було перекладено також працю Феєрбаха «Філософсько-юридичне дослідження державної зради і злочину проти Величності з коротким нарисом історії законодавства про сей злочин» (Спб.,1812).

## Основні праці Феєрбаха
- «Критика природних прав» (1796),
- «Анти-Гоббс» (1798),
- «Перегляд основних принципів і основних понять позитивного кримінального права» (ч. 1—2, 1799—1800),
- «Підручник загального чинного в Німеччині кримінального права» (1801),
- «Критика Клейншродівського проєкту Кримінального уложення для Королівства Баварії» (1804, див.: Kritik des Kleinschrodischen Entwurfs zu einem peinlichen Gesetzbuch für die kurpfalzbayerischen Staaten, von P. Joh. Anselm Feuerbach. Drei Teile. Gießen 1804);
- «Незвичайні кримінальні справи» (т. 1—2, 1808—11),
- «Кримінальне уложення для Королівства Баварія» (1813, див.: Strafgesetzbuch für das Königreich Bayern. München 1813; Code pénal du royaume de Bavière. Traduit de L'Allemand Par Ch. Vatel. — Paris, 1852. — XL + 392 p.),
- «Думки над судом присяжних» (1813),
- «Світове панування, могила людства» (1814),
- «Про німецьку свободу» (1814),
- «Думки про публічність і гласність у кримінальному судочинстві» (1821),
- «Документальний виклад знаменитих злочинів» (т. 1—2, 1828—29),
- «Каспар Хаузер. Приклад злочинів з душевного життя людей» (1832).